# Хинсдорф
Хинсдорф (нем. Hinsdorf) — община в Германии, районный центр, расположен в земле Саксония-Анхальт. 
Входит в состав района Кётен. Подчиняется управлению Зюдлихес Анхальт.  Население составляет 522 человека (на 31 декабря 2006 года). Занимает площадь 8,53 км².